# Locatello
Locatello [lokaˈtɛlːo] (Locadèl [lokaˈdɛl] in dialetto bergamasco) è un comune italiano di 808 abitanti della provincia di Bergamo in Lombardia.
Situato in valle Imagna, dista circa 23 chilometri a nord-ovest dal capoluogo orobico.

## Origine del nome
Il toponimo fa riferimento sia alla località che a una contrada della località stessa. Un documento nel 1444 ha ben chiarito. Il vicario di Almenno certo Gabriele de Bongis fece sequestrare alcuni territori in “contrada de locatello ubi diciur in locatello”, terreni che furono poi donati alla chiesa di Santa Maria di Locatello. Il toponimo sembra possa derivare da “lok” che dalla lingua celtogermanica significava chiusura, recinto. Radice a cui derivano alcune località lombarde. Potrebbe invece semplicemente derivare dalla famiglia de locate presente a Lemenne tra il tredicesimo d quattordicesimo secolo: «girardum filium nantelmi de locate».

## Storia
Il paese, composto da numerose contrade, vanta una storia millenaria: le prime tracce di insediamenti già in epoca antecedente all'Età del Bronzo furono rinvenute nelle grotte in località Corna Coègia dove resti umani e di animali, come un cranio di orso, nonché utensili in ferro costituiscono un'importante prova della presenza dell'uomo su queste terre già a quei tempi.
Il primo vero documento scritto che attesta l'esistenza della comunità risale all'anno 975, e si tratta di un atto in cui si ribadisce la concessione feudale, effettuata direttamente dagli imperatori del Sacro Romano Impero, a favore del vescovo di Bergamo. Il toponimo, da cui prende il nome il nobile casato dei Locatelli, dovrebbe derivare dalla voce leukos, che in celtico indica un campo circondato da bosco.
L'epoca medievale vide imperversare nella zona scontri cruenti, molto più che nelle altre zone della provincia bergamasca, tra guelfi e ghibellini. Questo per il fatto che la valle Imagna, prevalentemente guelfa, era in netta contrapposizione con l'attigua valle Brembilla, schierata con i ghibellini.
In tutta la zona sorsero numerose fortificazioni, e Locatello non fu da meno: nelle cronache viene menzionato un castello fortificato in località Cà Prospero, di cui oggi tuttavia non esistono tracce. Locatello si schierò attivamente con la fazione guelfa che vinse i primi scontri, tanto che i ghibellini chiesero aiuto ai Visconti, signori di Milano. Questi ultimi riuscirono a sconfiggere gli avversari e ad estendere il proprio dominio sulle valli della zona. Il modo con cui infierirono sugli avversari portò i guelfi a cercare più volte la vendetta con ulteriori uccisioni.
Dopo continui ribaltamenti di fronte il dominio dei Visconti e dei ghibellini fu definitivo, anche se il rancore guelfo dava spesso seguito a rivolte popolari, avvenute anche a Locatello tra la fine del XIV e l'inizio del XV secolo e soffocate con le armi.
La situazione si rovesciò quando la zona, nel 1428, passò sotto il controllo della Repubblica di Venezia che, in contrapposizione con i Visconti, sosteneva lo schieramento guelfo. Seguirono distruzioni nei confronti dei possedimenti ghibellini, mentre i paesi guelfi, in primo luogo Locatello, ebbero un trattamento di favore come citato in documenti dell'epoca:
((Effemeridi di Padre Donato Calvi)
Alcuni nomi delle contrade nacquero in questi periodi come per la contrada Bustoseta che in dialetto viene ancora oggi chiamata Brüstölìda, quindi abbrustolita, proprio perché durante gli scontri tra guelfi e ghibellini venne data alle fiamme.
I secoli successivi videro pochi fatti di rilievo coinvolgere la piccola comunità che, forte del proprio isolamento, seguì le vicende del resto della provincia senza parteciparvi in modo diretto.

### Simboli
Lo stemma comunale è privo di decreto ufficiale di concessione e  richiama quello della nobile famiglia dei Locatelli. L'allocco, chiamato löc in dialetto locale, è un'arma parlante in relazione al toponimo.

## Monumenti e luoghi d'interesse
Inserito in un contesto montano molto caratteristico, presenta luoghi di particolare fascino in stile rustico: ottimo esempio a tal riguardo sono gli edifici con mura in pietra e i tetti in piöde (lastre di pietra locale), situati in località: Ca' Felice, Disdiroli, Bustoseta, Vaio e Ca' Prospero. 
In ambito religioso riveste grande importanza la chiesa parrocchiale, dedicata all'Assunzione di Maria. Edificata nel corso del XIV secolo, ma più volte riedificata e ristrutturata, presenta opere scultoree lignee di pregevole fattura risalenti al XV secolo, nonché dipinti di buon pregio.
Altro edificio di carattere religioso che merita nota è la chiesetta di San Luigi in contrada Disdiroli risalente ai primi del XX secolo.

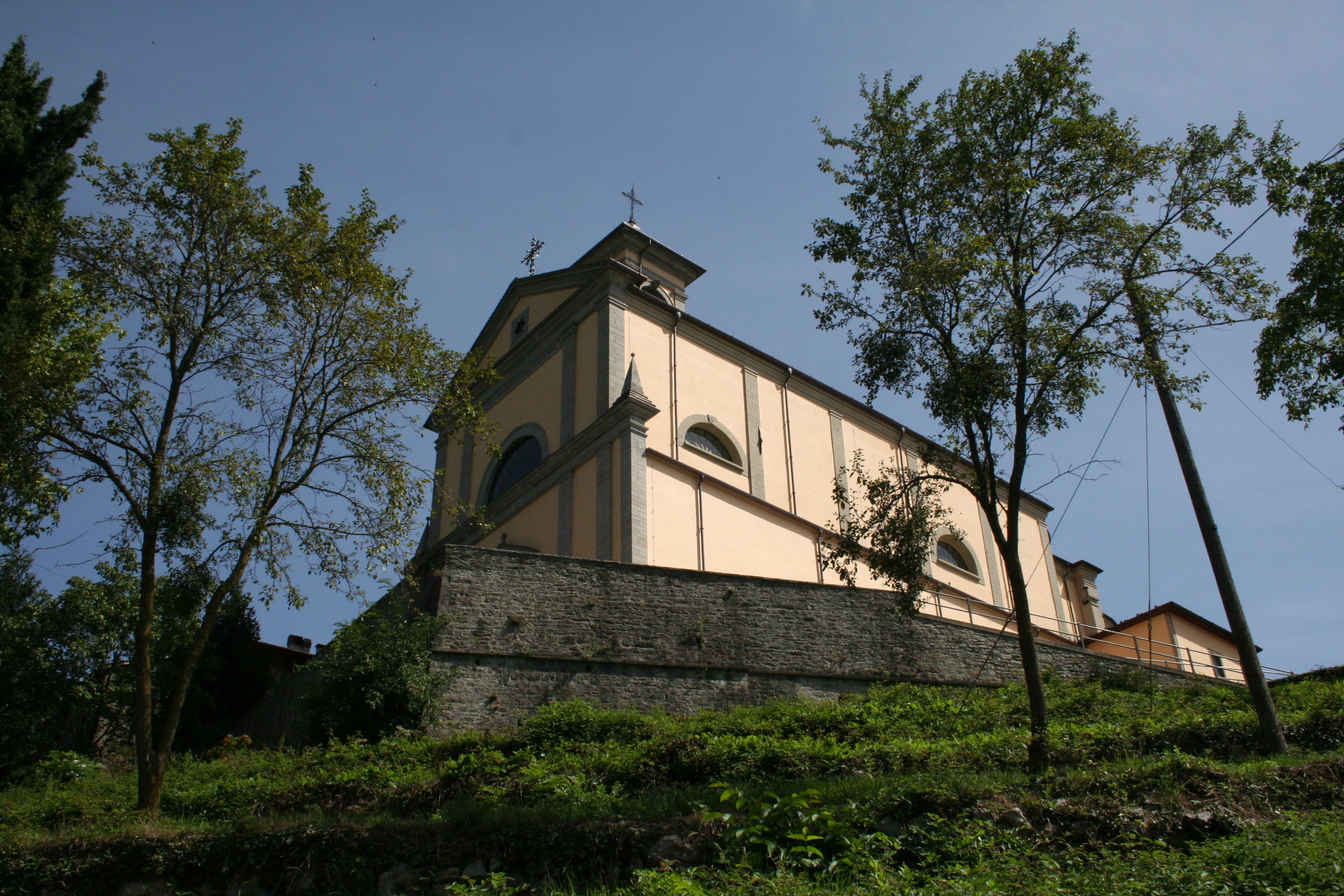
Parrocchiale di Locatello

Per quanto riguarda il patrimonio architettonico, poi, meritano menzione:
- il Ponte di Ca' Prospero sul torrente Imagna, di origine medievale;
- il Ponte Tinella sull'affluente Rosagatto (al confine con il comune di Corna);
- il Ponte di Malisetti sempre sull'affluente Rosagatto;

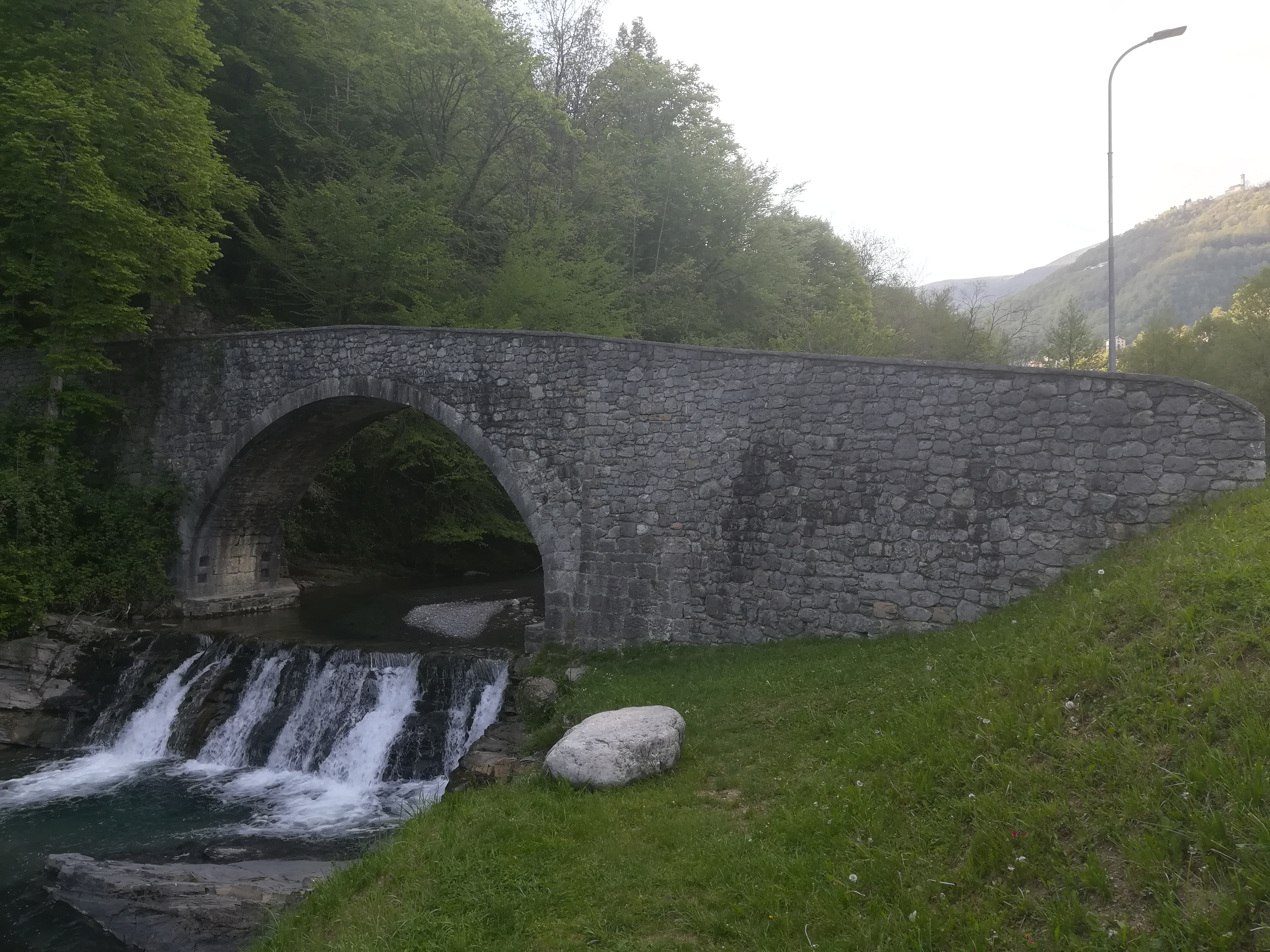
Ponte di Ca' Prospero

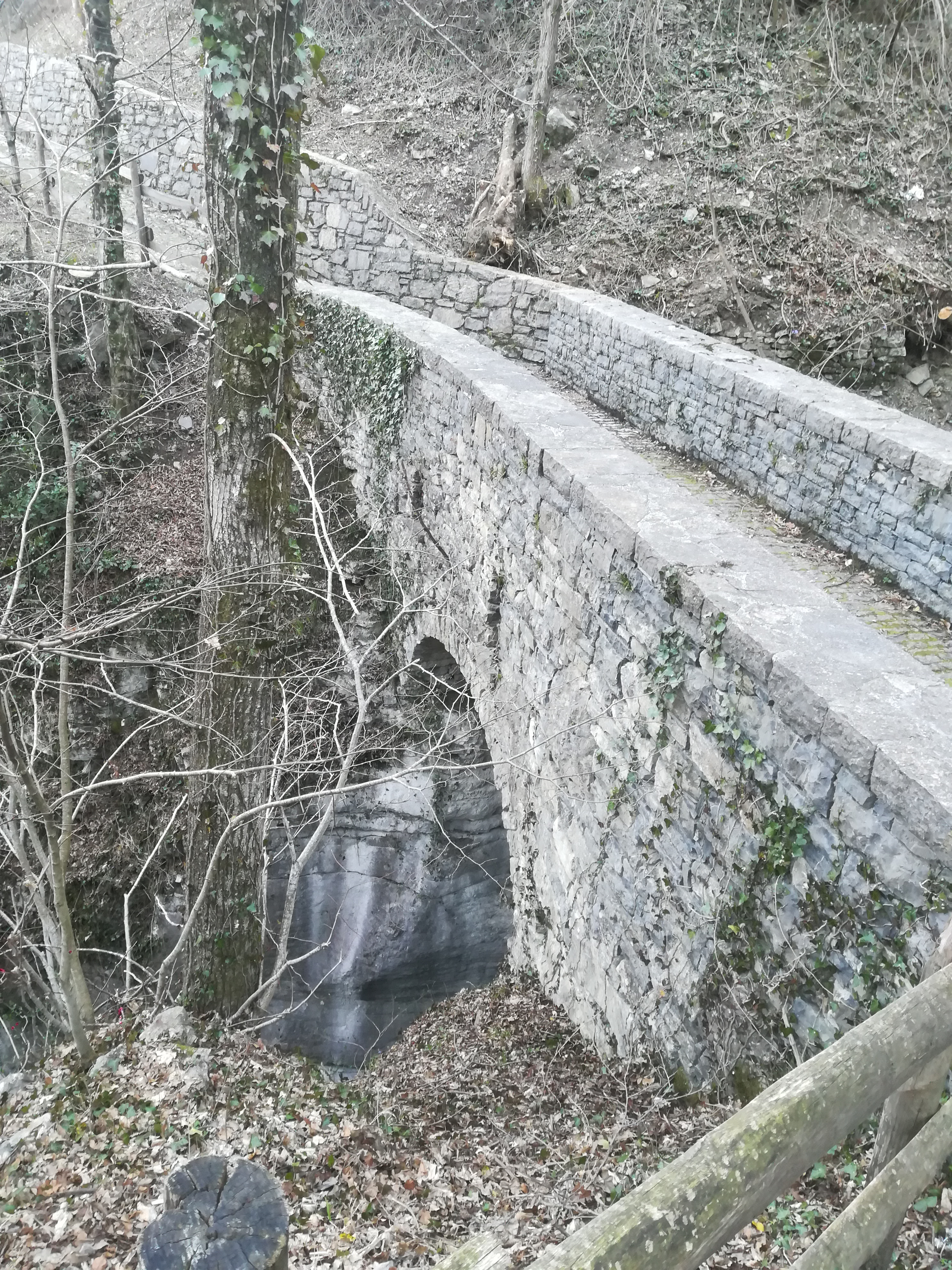
Ponte Tinella

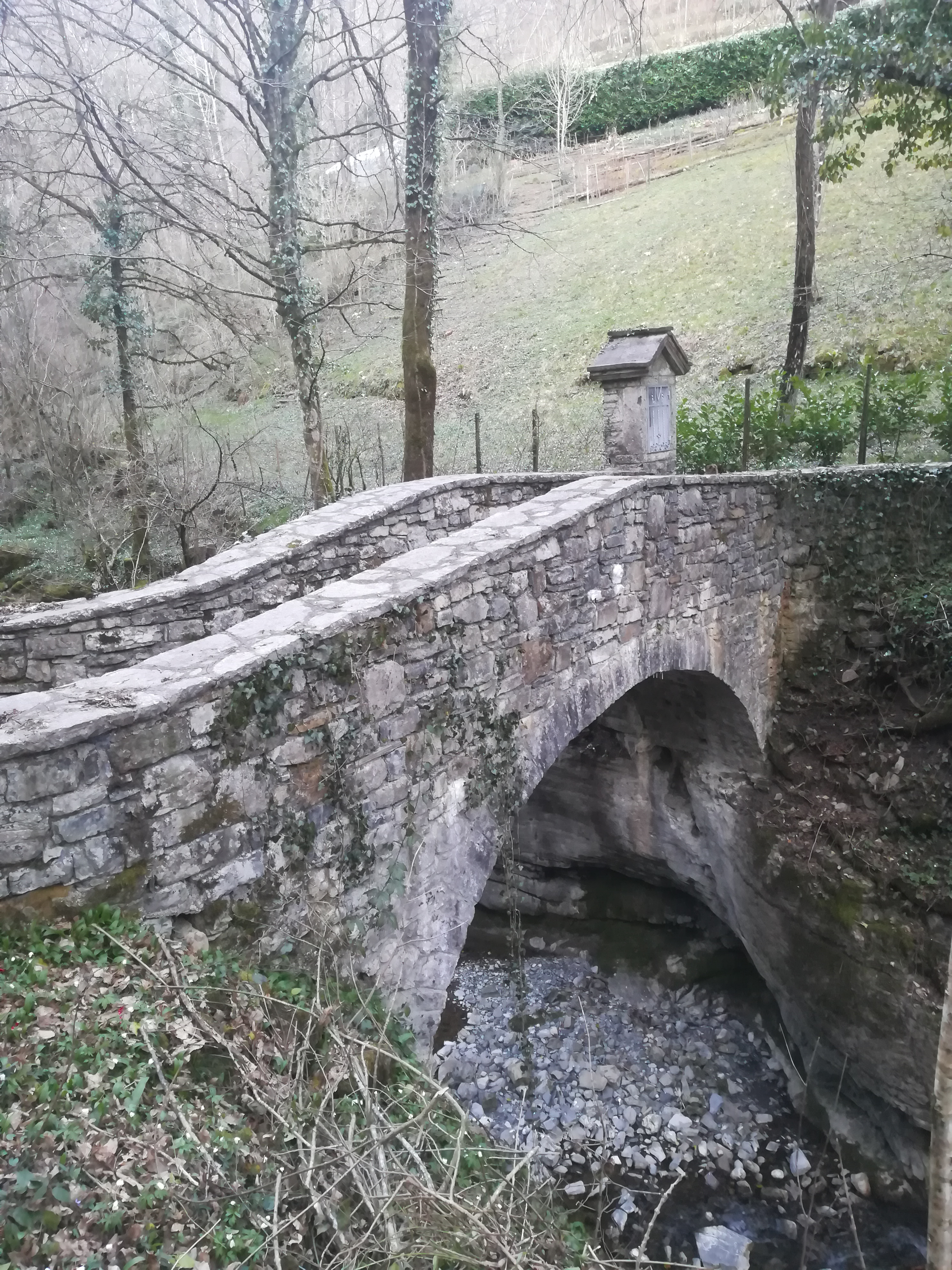
Ponte di Malisetti

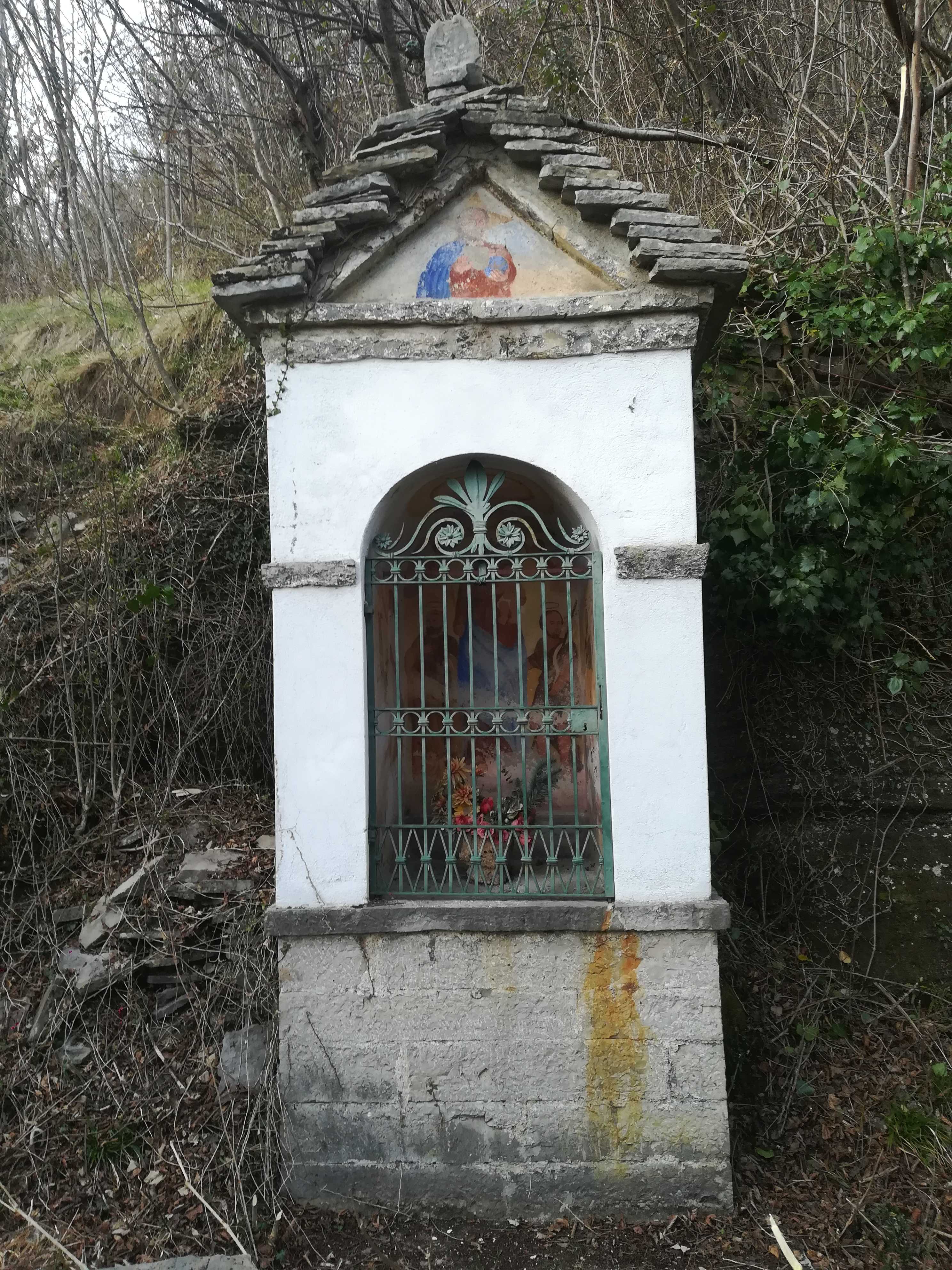
Santella affrescata presente sulla mulattiera che collega le contrade di Cantù e Chignolo di Rota Dentro

- il Ponte del Follo sull'Imagna.

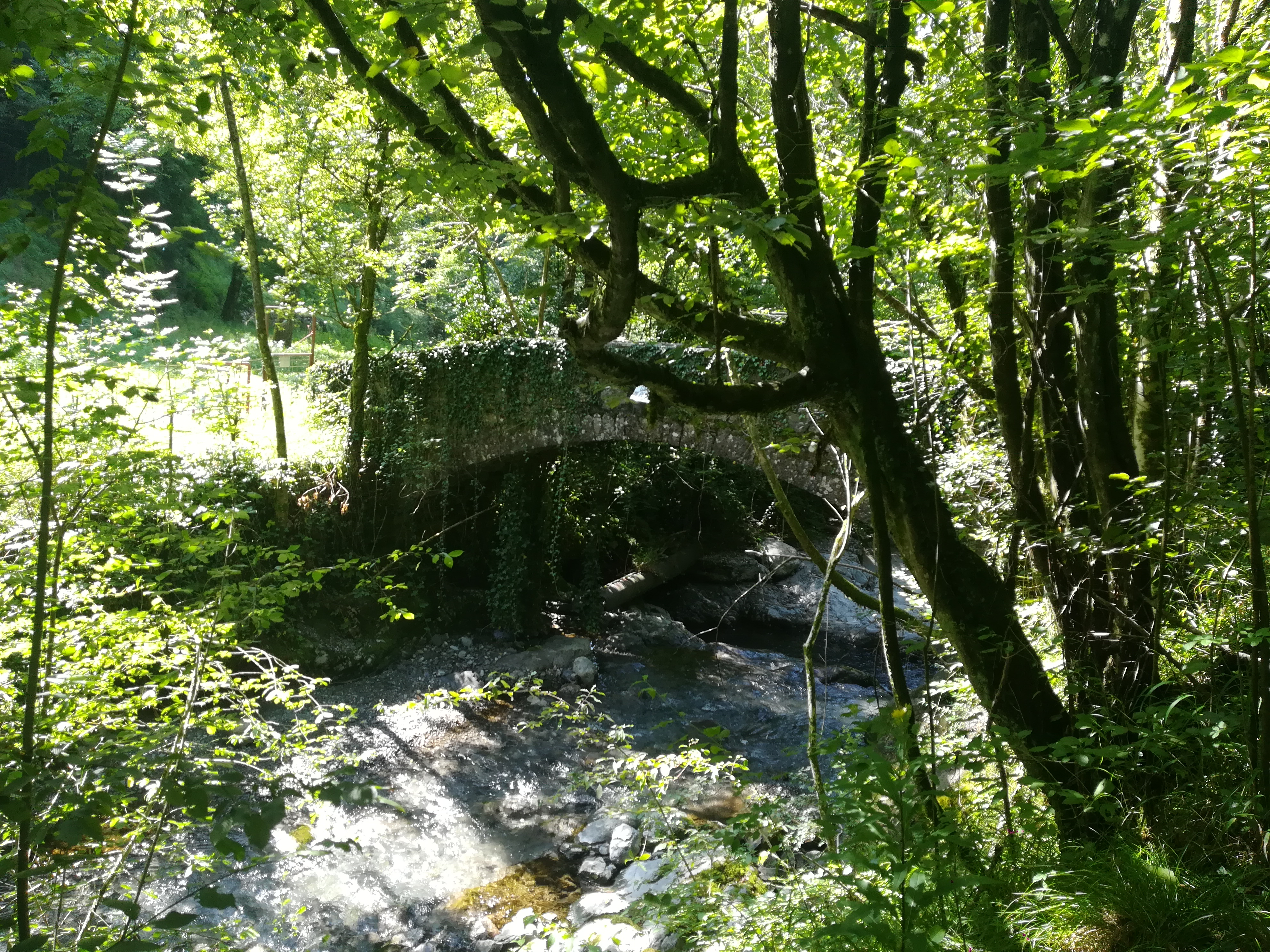
Ponte del Follo

Come per gli altri comuni della valle Imagna, caratteristiche del territorio sono le ancora presenti mulattiere ossia le antiche vie di comunicazione a manto in pietra locale. Singolari perché a differenza delle moderne reti viarie la non esistenza di mezzi di grandi dimensioni permetteva il passaggio nel cuore di ogni singola contrada mettendo in relazione tutti i singoli nuclei abitativi del territorio. Il mulo (da cui il termine mulattiera), guidato dal suo carrettiere, rappresentava l'unico mezzo di trasporto merci in grado di percorrere queste vie remote. Molto suggestive anche le numerose santelle, spesso affrescate, che costellano tali percorsi a segnalare la forte devozione della gente di queste terre.

### Locatello e l'Imagna
Il confine tra il comune e quello di Rota è sancito dalla presenza del torrente Imagna. Lo sfruttamento delle acque di quest'ultimo ha, per secoli, caratterizzato la sopravvivenza delle famiglie situate sul fondovalle dove le attività di coltivazione ed allevamento risultavano più difficoltose da praticare per sfavorevole morfologia dei terreni e cattiva esposizione al sole rispetto alle località poste più in quota. 
L'economia della valle, fin dal trecento, fu fortemente legata al settore della lavorazione della lana. Tale filiera andava dall'allevamento sui pascoli locali fino alla vendita in città del prodotto finito (valdemagnum o drapos de Valdemagna) passando per le varie lavorazioni tra cui la follatura mediante lo sfruttamento della forza dell'acqua. Sul territorio comunale, vaghe tracce ricordano quei tempi, tra queste la località Follo [Fól] dove a testimonianza della vecchia arte rimane solamente l'edificio con il suo nome e l'adiacente Ponte del Follo [Put dol Fól], ultima possibilità concessa al viandante di immettersi sul versante di Rota.
In località Fucine [Füsìne], alla confluenza tra il torrente “Coegia” e l'Imagna, è invece presente ciò che resta di un importante borgo dove una volta la presenza di due ruote ad acqua permettevano il funzionamento di un maglio e di un torchio da olio. L'attività della lavorazione del ferro diede il nome alla contrada che rappresentava uno dei centri di maggiore transito a fini commerciali di tutta la valle.
In località Piazzola, al confluire del torrente Rosagatto nell'Imagna, si trova il più importante complesso industrializzato del paese. Qui, dalla seconda metà del XIX secolo, si iniziò a convertire il compito delle ruote ad acqua da attività di macina e torchiatura, per la produzione rispettiva di farina e di olio, in attività legate alla lavorazione del legno. Tale settore contraddistinse la contrada per oltre un secolo grazie anche, tra le altre, alle spiccate capacità imprenditoriali della famiglia Locatelli i cui manufatti in legno raggiungevano tutto il nord Italia.

## Società

### Evoluzione demografica
Abitanti censiti